# Genhe
Genhe (chiń. 根河; pinyin Gēnhé) – miasto na prawach powiatu w północno-wschodnich Chinach, w regionie autonomicznym Mongolia Wewnętrzna, w prefekturze miejskiej Hulun Buir. W 1999 roku liczba mieszkańców miasta wynosiła 175 735.